# Uff Móvil
Uff móvil fue un operador de telefonía móvil en Colombia de tipo OMV (operador móvil virtual), que utilizaba la infraestructura de TIGO para operar. Uff! fue presentado por primera vez el 10 de noviembre de 2010. En sus comienzos, fue una Sociedad por Acciones Simplificadas (S.A.S.), compuesta por accionistas nacionales y extranjeros, liderada por Carlos Julio Ardila (propietario de RCN Televisión y RCN Radio), hijo del empresario Carlos Ardila Lülle, hasta que en los últimos días del mes de agosto de 2012, fue vendida su mayoría accionaria al Grupo Bancolombia, quedando esta última con aproximadamente el 70 % de las acciones. Posteriormente, en 2015 fue adquirida por el consorcio estadounidense MVNO Holdings. Su presidente es Javier Pinzón. A finales de 2017 registraba 97.000 usuarios (en 2012: 256 918 usuarios).

## Tecnología y servicios

### Tecnología
Uff! Móvil soportaba su operación en una red GSM/HSDPA en la banda de 1900Mhz. Como OMV solo distribuye SIM Card a clientes que tengan teléfonos móviles celulares que funcionen en esta banda y que no tengan ningún tipo de restricción.

### Servicios de voz
Brindaba servicios de voz nacionales e internacionales cobrando por Segundos, maneja otros precios y promociones adquiriendo paquetes en prepago, sin cláusula de permanencia.

### Servicios de datos
Los servicios de datos iban desde los SMS a cualquier destino nacional o internacional, hasta la navegación en Internet desde módem y teléfonos celulares, a enero de 2011 todavía se encontraba en pruebas su servicio HSDPA y no era tarificado a sus usuarios.

### Portabilidad
Uff realizaba todo el proceso de portabilidad, para permitir la opción de pasar a Uff con el mismo número de siempre.

### Usuarios y cobertura
A finales de marzo de 2014 el canal Canal EC de EC Televisión lanzó el convenio de la empresa Uff Móvil con la aplicación EC Play (Entretenimiento) del canal en computador, teléfono inteligente, tableta y otros dispositivos. La señal está disponible en todos los países por medio de la cobertura de 3G 3.5G & 4G LTE para iOS y Android en los planes de pospago y prepago

## Intentos de cierre y cierre definitivo

### Aviso de desconexión - febrero de 2017
A finales de febrero de 2017 se reveló que TigoUne, compañía que suministraba las antenas de telefonía a Uff Móvil, cesaba el contrato de alquiler por falta de pago del operador móvil. Como primera medida, Uff dejaría de funcionar a la media noche, pero, luego, la Superintendencia de Industria y Comercio ordenó a Uff que informara a sus usuarios de la eventual desconexión, dándoles plazo de hacer la portabilidad hasta el 6 de marzo de 2017.  Posteriormente, las dos empresas de telefonía móvil llegaron a un acuerdo para postergar la desconexión al menos 24 horas,  tras intervención de la Comisión de Regulación de Telecomunicaciones (CRC). La deuda de Uff Móvil, para el 28 de febrero ascendía a 5000 millones de pesos.
Finalmente, Uff Móvil y Tigo llegaron a un acuerdo de pago y los más de 110 00 usuarios quedaron temporalmente a salvo. Javier Pinzón, presidente de Uff Móvil confirmó el arreglo sin dar más detalles al respecto, aunque se dio inicio a un plan de capitalización para aumentar la liquidez de la compañía.

### Desconexión definitiva - julio de 2018
El 27 de julio de 2018 Uff Móvil notificó a sus usuarios sobre el cese definitivo de la prestación de los servicios de telefonía desde la media noche, dando como plazo máximo el 31 de julio para hacer la portabilidad a otros operadores. Javier Pinzón, presidente de Uff, aseguró que la noche del 24 recibió la notificación de respuesta de la CRC para la desconexión de los servicios de Uff de la red de Tigo. Como alternativa, la compañía de telefonía ofreció a sus usuarios la posibilidad de hacer portabilidad, es decir, de conservar el mismo número de línea telefónica, con el también operador virtual Virgin Mobile Colombia, recibiendo un "bono de bienvenida" y conservando el saldo a la fecha o, en caso de cambiarse a otro operador, recuperar el saldo a través de la app Virfon App.